# Szaszák Zsolt
Szaszák Zsolt (Békéscsaba, 1999. február 4. –) magyar színész.

## Életpályája
1999-ben született, ötéves korában családjával Békéscsabáról Sopronba költöztek. Sopronban érettségizett, majd a Pesti Broadway Stúdióban végzett 2020-ban. 2020-tól a Szegedi Nemzeti Színház tagj, mellette szerepel a Madách Színházban és az Újszínházban is.
2021-ben szerepelt a TV2 Sztárban sztár leszek! című műsorában. 2023 októberében súlyos autóbalesetet szenvedett.

## Fontosabb színházi szerepei

### Soproni Petőfi Színház
- Galt MacDermot - Gerome Ragni - James Rado: Hair – Berger

### Vidám Színpad
- Horgas Ádám: Ments meg, szerelem! – Színész

### RAM-ART Színház
- Apostol – Nem tudok élni nélküled – Tibor, szállodaigazgató, Ági férje

### Szegedi Nemzeti Színház
- Kálmán Imre: Marica grófnő – Zsupán
- Anton Pavlovics Csehov: Sirály – Jakov, cseléd
- Presser Gábor–Sztevanovity Dusán: A padlás – Rádiós / Herceg
- Darvas Benedek – Pintér Béla: Parasztopera – Roland
- Gimesi–Jeli–Tasnádi–Vészits: Időfutár – Bulcsú
- Eisemann Mihály–Halász Imre–Békeffi István: Egy csók és más semmi – Péter
- Wassermann: Kakukkfészek – Ruckley

### Újszínház
- Jókai Mór–Kocsák Tibor–Miklós Tibor: Fatia Negra – Vámhidi Szilárd

### Madách Színház
- Benny Andersson–Björn Ulvaeus–Stig Anderson: Mamma Mia! – Sky
- Tim Rice–Andrew Lloyd Webber: József és a színes szélesvásznú álomkabát – József
- Rice–Webber: Jézus Krisztus Szupersztár – Jézus
- Schönberg–Boublil: A nyomorultak – Enjorlas
- T. S. Eliot - A. L. Webber: Macskák – Quaxo
- Garry Marshall & J. F. Lawton - Bryan Adams & Jim Vallance: Pretty woman (Micsoda nő!) – David Morse
- Kristen Anderson-Lopez & Robert Lopez - Jennifer Lee: Jégvarázs – Kristoff

### Vörösmarty Színház
- José Fernandez–Jacques Levy–Steve Margoshes: Fame – Tyrone

## Filmes és televíziós szerepei
- Oltári történetek (2021) ...Juhász Martin